# Губернатор Хабаровского края
Губерна́тор Хаба́ровского кра́я — высшее должностное лицо Хабаровского края (субъекта Российской Федерации), председатель высшего исполнительного органа государственной власти края — Правительства Хабаровского края.
С 13 сентября 2024 года Дмитрий Демешин является губернатором Хабаровского края.
По итогам досрочных выборов главы Хабаровского края, проходивших в регионе с 6 по 8 сентября 2024 года, Дмитрий Демешин одержал победу — набрав 81,03 % голосов избирателей.
До октября 2001 года пост назывался «Глава администрации Хабаровского края».

## Статус
Губернатор Хабаровского края является высшим должностным лицом региона. Возглавляет высший исполнительный орган государственной власти края — Правительство Хабаровского края.
Губернатор края избирается сроком на пять лет.
Губернатор края имеет официальный символ власти — должностной знак губернатора, описание и порядок его использования устанавливаются краевым законом.

## Полномочия
Губернатор Хабаровского края обладает следующими полномочиями:
- представляет Хабаровский край в отношениях с федеральными органами государственной власти, органами государственной власти субъектов страны, органами местного самоуправления и при осуществлении международных и внешнеэкономических связей, при этом вправе вести переговоры, подписывать договоры и соглашения от имени Хабаровского края;
- формирует высший исполнительный орган государственной власти региона — Правительство края в соответствии с настоящим Уставом и краевым законом и принимает решение о отставке регионального Правительства;
- определяет структуру исполнительных органов государственной власти края;
- представляет Правительство края в отношениях с региональным парламентом, другими органами государственной власти в Хабаровском крае, органами местного самоуправления, с юридическими и должностными лицами, с населением Хабаровского края;
- ежегодно представляет на утверждение регионального парламента краевой бюджет и отчет об его исполнении, ежегодные отчёты о результатах деятельности Правительства края;
- представляет Законодательной думе один раз в полугодие сообщение о социально-экономическом положении Хабаровского края и основные направления деятельности Правительства края;
- обнародует Устав края, краевые законы, удостоверяя их обнародование путем издания специальных актов, либо отклоняет их;
- вправе принять решение о досрочном прекращении полномочий Законодательной думы в случаях, предусмотренных Уставом;
- назначает внеочередные выборы в Думу в случае досрочного прекращения её полномочий;
- разрабатывает и реализует краевую политику, направленную на комплексное социально-экономическое развитие Хабаровского края;
- представляет к государственным наградам, званиям и премиям Российской Федерации;
- вправе отрешить от должности главу муниципального образования или главу местной администрации по основаниям, предусмотренным федеральным законом;
- принимает в пределах своей компетенции акты — постановления и распоряжения;
- назначает своего полномочного представителя в Законодательной думе

и другими.

## Список губернаторов Хабаровского края
| № | Руководитель                           | Руководитель    | Годы жизни           | Способ получения должности | Срок полномочий                                                                                        | Партийность | Партийность                              |
| - | -------------------------------------- | --------------- | -------------------- | --- | --- | ----------- | ---------------------------------------- |
| 1 | Виктор Иванович Ишаев                  |                 | род. 16 апреля 1948  | назначение президентом РСФСР Борисом Ельциным 24 октября 1991 года, выборы 8 декабря 1996 (76,93 %) выборы 10 декабря 2000 (87,84 %) выборы 19 декабря 2004 (85,34 %) 9 июля 2007 наделён полномочиями Законодательной думой Хабаровского края по представлению президента Российской Федерации Владимира Путина | 24 октября 1991 — 30 апреля 2009 (до 1 ноября 2001 как глава Администрации Хабаровского края)          |             | «НДР»                                    |
| 1 | Виктор Иванович Ишаев                  | «Единая Россия» | род. 16 апреля 1948  | назначение президентом РСФСР Борисом Ельциным 24 октября 1991 года, выборы 8 декабря 1996 (76,93 %) выборы 10 декабря 2000 (87,84 %) выборы 19 декабря 2004 (85,34 %) 9 июля 2007 наделён полномочиями Законодательной думой Хабаровского края по представлению президента Российской Федерации Владимира Путина | 24 октября 1991 — 30 апреля 2009 (до 1 ноября 2001 как глава Администрации Хабаровского края)          |             |                                          |
| 2 | Вячеслав Иванович Шпорт                |                 | род. 16 июня 1954    | 6 мая 2009 наделён полномочиями Законодательной думой Хабаровского края по представлению президента РФ Дмитрия Медведева, выборы 8 сентября 2013 (63,92 %) | 30 апреля 2009 — 28 сентября 2018 (с 30 апреля 2009 по 6 мая 2009 — исполняющий обязанности)           |             | «Единая Россия»                          |
| 3 | Сергей Иванович Фургал                 |                 | род. 12 февраля 1970 | выборы 9 и 23 сентября 2018 (первый тур — 35,81 %, второй тур — 69,57 %) | 28 сентября 2018 — 20 июля 2020                                                                        |             | ЛДПР                                     |
| 4 | Михаил Владимирович Дегтярёв           |                 | род. 10 июля 1981    | назначение президентом РФ Владимиром Путиным 20 июля 2020 года, выборы 17—19 сентября 2021 (56,77 %) | 24 сентября 2021 — 14 мая 2024 (с 20 июля 2020 по 24 сентября 2021 — временно исполняющий обязанности) |             | ЛДПР                                     |
| — | Александр Александрович Никитин (врио) |                 | род. 27 октября 1987 | исполнение обязанностей по должности до назначения президентом РФ | 12 — 15 мая 2024                                                                                       |             | «Единая Россия»                          |
| 5 | Дмитрий Викторович Демешин             |                 | род. 2 августа 1976  | назначение президентом РФ Владимиром Путиным 15 мая 2024 года, выборы 6–8 сентября 2024 (81,03 %) | 13 сентября 2024 — н. в. (с 15 мая по 13 сентября 2024 — временно исполняющий обязанности)             |             | беспартийный, поддержан «Единой Россией» |

## Выборы губернатора

### 1996 год
Выборы главы администрации Хабаровского края прошли 8 декабря 1996 года. Избирался на 4 года:
Явка — 48,23 %.
- Виктор Ишаев (76,93 %) — выдвинут «Хабаровским краевым объединением профсоюзов».
- Валентин Цой (7,23 %) — выдвинут «КПРФ»; депутат Госдумы (1995—1999)
- Вадим Мантулов (5,03 %) — самовыдвижение
- Анатолий Мироненко (1,26 %) — выдвинут «ЛДПР»; помощник депутата Госдумы.
- Анатолий Ярошенко (0,86 %) — самовыдвижение
- Евгений Покусай (0,78 %) — самовыдвижение; краевой депутат
- Евгений Королев — отказ в регистрации (набрал менее 10 тыс. подписей).

Против всех — 6,24 %.
На пост главы администрации Хабаровского края избран Виктор Ишаев.

### 2000 год
Выборы главы администрации Хабаровского края прошли 10 декабря 2000 года. Избирался на 4 года:
Явка — 47,02 %.
- Виктор Ишаев (87,84 %) — действовавший глава администрации Хабаровского края
- Светлана Жукова (6,32 %) — самовыдвижение.

Против всех — 4,28 %.
На пост главы администрации Хабаровского края переизбран Виктор Ишаев.

### 2004 год
Выборы губернатора Хабаровского края прошли 19 декабря 2004 года. Избирался на 4 года:
Явка — 48,96 %.
- Виктор Ишаев (85,34 %) — самовыдвижение, действовавший губернатор
- Геннадий Мальцев (4,17 %) — самовыдвижение; краевой депутат
- Олег Коленко (1,57 %) — выдвинут от Российской партии самоуправления трудящихся
- Леонид Разуванов (0,94 %) — выдвинут «ЛДПР»; помощник депутата Госдумы
- Константин Пепеляев (0,67 %) — самовыдвижение; бизнесмен
- Юрий Оноприенко — самовыдвижение; председатель Законодательной думы Хабаровского края (снял свою кандидатуру).

Против всех — 5,69 %.
На пост губернатора Хабаровского края переизбран Виктор Ишаев.

### 2013 год
Выборы губернатора Хабаровского края прошли 8 сентября 2013 года. Избирался на 5 лет.
Явка — 33,89 %.
- Вячеслав Шпорт (63,92 %) — выдвинут партией «Единая Россия», временно исполняющий обязанности губернатора Хабаровского края.
- Сергей Фургал (19,14 %) — выдвинут «ЛДПР»; депутат Госдумы.
- Виктор Постников (9,73 %) — выдвинут «КПРФ»; депутат Законодательной думы Хабаровского края.
- Сергей Ящук (3,99 %) — выдвинут партией Справедливая Россия; депутат Законодательной думы Хабаровского края.
- Андрей Громов — от «РПР-Парнас», предприниматель, не зарегистрирован.

На пост губернатора Хабаровского края избран Вячеслав Шпорт.

### 2018 год
Выборы губернатора Хабаровского края прошли 9 и 23 сентября 2018 года. Избирался на 5 лет.

#### Первый тур
Явка — 36,09 %.
Прошёл 9 сентября 2018 года:
- Сергей Фургал (35,81 %) — выдвинут «ЛДПР»; депутат Госдумы.
- Вячеслав Шпорт (35,62 %) — выдвинут партией «Единая Россия»; действовавший губернатор.
- Анастасия Саламаха (15,74 %) — выдвинута «КПРФ»; бизнесмен.
- Игорь Глухов (5,49 %) — выдвинут партией Справедливая Россия; бизнесмен.
- Андрей Петров (3,81 %) — выдвинут партией «Зеленые»; бизнесмен.

#### Второй тур
Явка — 47,49 %.
Прошёл 23 сентября 2018 года:
- Сергей Фургал (69,57 %) — выдвинут «ЛДПР»; депутат Госдумы.
- Вячеслав Шпорт (27,97 %) — выдвинут партией «Единая Россия»; действовавший губернатор.

Во втором туре выборов на пост губернатора Хабаровского края избран Сергей Фургал.

### 2021 год
Выборы губернатора Хабаровского края прошли 19 сентября 2021 года. Избирался на 5 лет.
Явка — 43,82 %
- Михаил Дегтярёв (56,77 %) — выдвинут ЛДПР, временно исполняющий обязанности губернатора Хабаровского края.
- Ким Марина (25,43 %) — выдвинута партией Справедливая Россия — За правду, телеведущая, журналистка и политик.
- Владимир Парфёнов (10,02 %) — выдвинут Партией Пенсионеров.
- Бабек Мамедов (3,53 %) — выдвинут партией Родина, бизнесмен.

На пост губернатора Хабаровского края избран Михаил Дегтярёв.